# Крячок американський
Крячок американський (Sterna hirundinacea) — вид сивкоподібних птахів родини крячкових.

## Ареал
Ареал виду — прибережні райони півдня Південної Америки. На північ на Тихому океані американський крачкок зустрічається до Перу, на Атлантичному — до бразильського штату Еспіріту-Санту. На півдні вид живе на Вогненній Землі та Фолклендах. Далеко від узбережжя зустрічається рідко. У південній частина ареалу перетинається з місцями проживання антарктичного крячка. Після сезону розмноження можуть відлітати на північ, досягаючи Еквадору.
Американський крачок широко поширений, охоронний статус — LC (мінімальний ризик).

## Опис віду
Довжина тіла птахів досягає 41—43 см, розмах крил близько 90 см, хвіст роздвоєний. Дзьоб і лапи червоні. У пташенят дзьоб чорний, а лапи коричневі. Маса дорослої особини — 170—200 г. Основа раціону — риби та ракоподібні, рідко комахи.
Гніздяться птахи великими колоніями (до 10 тисяч пар). Відкладається 2—3 яйця, які висиджують протягом 21—23 днів. Сезон розмноження залежить від місця розташування проживання, на Вогняній Землі — з жовтня по січень, в Бразилії — з квітня до червня.